# 809 Lundia
809 Lundia este un asteroid din centura principală, descoperit pe 11 august 1915, de Max Wolf.